# Leigh-on-Sea
Leigh-on-Sea är en stad (town) och en civil parish i kommunen City of Southend-on-Sea i Essex i England. Leigh-on-Sea civil parish hade 22 509 invånare år 2011. Orten nämndes i Domedagsboken (Domesday Book) år 1086, och kallades då Legra.